# Jacques Chaumont
Pour les articles homonymes, voir Chaumont.
Jacques Chaumont, né le 17 novembre 1934 au Mans et mort le 6 février 2025 à Paris,, est un homme politique français.

## Détail des fonctions et des mandats
Mandats parlementaires
- 30 juin 1968 - 6 octobre 1977 : député de la 2e circonscription de la Sarthe
- 25 septembre 1977 - 30 septembre 2004 : sénateur de la Sarthe

Mandats locaux
- 1971-1977 : adjoint au maire du Mans
- 1979-2004 : conseiller général du canton du Grand-Lucé
- Vice-président de la communauté urbaine du Mans